# Международный аэропорт Эллингтон
Международный аэропорт Эллингтон (аэропорт Эллингтон-Филд, англ. Ellington International Airport) — гражданско-военный международный аэропорт, расположенный в 29 километрах от центра Хьюстона (штат Техас, США). Аэропорт Эллингтон получил статус международного в августе 2011 года. Аэропорт построен в 1917 году, во время Первой мировой войны. В настоящее время используется для военных целей, а также для нужд авиации НАСА, частной и гражданской авиации. Является одним из немногих военных аэродромов, уцелевших до наших дней.

## История
Аэродром построен в 1917 году, во время Первой мировой войны. Первый самолёт вылетел 27 ноября 1917 года. База была названа в честь лейтенанта Эрика Эллингтона. Первоначально аэродром предназначался, как центр обучения пилотов и бомбардировщиков. В 1920 году аэродром был закрыт. Лишь только в 1940 году Конгресс США утвердил программу для восстановления аэродрома. Вновь аэропорт стал пользоваться с весны 1941 года для обучения штурманов и пилотов. Количество обученных людей исчислялось тысячами. В 1950-е-1970-е годы аэродром был центром обучения военным специальностям. В 1962 году НАСА стала арендатором аэродрома. В 1964 году аэродром стал аэропортом, когда был передан муниципалитету Хьюстона, тогда аэропорт стал муниципальным. На настоящий момент аэропорт продолжает использоваться в военных и гражданских целях. В августе 2011 года аэропорт получил статус международного.

## Базовые данные
Имеется три взлётно-посадочные полосы, у всех полос поверхность состоит из бетона: первая — 2439 м, вторая — 1405 м, третья — 2744 м.
Пассажиропоток в 2014 году составил 97 114 человек.